# Pépé le Moko
Pépé le Moko – francuski film kryminalny z 1937 roku w reżyserii Juliena Duviviera. Głównym bohaterem filmu jest tytułowy kryminalista (Jean Gabin), który ukrywa się w Algierze przed policją z metropolii. Gangstera dręczy jednak tęsknota za ojczyzną, a także miłość do poznanej w Algierze tancerki kabaretowej Gaby (Mireille Balin). Polujący na Pépé inspektor Slimane (Lucas Gridoux), wykorzystując tęsknotę kryminalisty do ojczyzny, zastawia na niego pułapkę.
Pépé le Moko został zrealizowany w duchu nurtu określanego mianem czarnego realizmu poetyckiego, którego tragiczni bohaterzy, dotknięci poczuciem beznadziei, zrządzeniem złego losu padają w objęcia śmierci. Autorzy zdjęć do filmu, Marc Fossard oraz Jules Kruger, byli szczególnie przywiązani do poetyki ekspresjonizmu. Używając odpowiedniego oświetlenia, wyróżnili postać graną przez Gabina na tle otoczenia . Zdjęcia kręcono w plenerach Algieru, Marsylii i Sète.
Współcześnie film Duviviera uznawany jest za zapowiedź amerykańskiego kina noir, tym bardziej, że już w 1938 roku John Cromwell nakręcił jego amerykański remake pod tytułem Algiers .